# 8683 Sjölander
(8683) Sjölander, denumire internațională (8683) Sjolander, este un asteroid din centura principală de asteroizi.

## Descriere
8683 Sjölander este un asteroid din centura principală de asteroizi. A fost descoperit pe 2 martie 1992 la Observatorul La Silla în cadrul programului UESAC. Asteroidul prezintă o orbită caracterizată de o semiaxă mare de 3,21 ua, o excentricitate de 0,16 și o înclinație de 8,1° în raport cu ecliptica.